# Matthias Kirschnereit

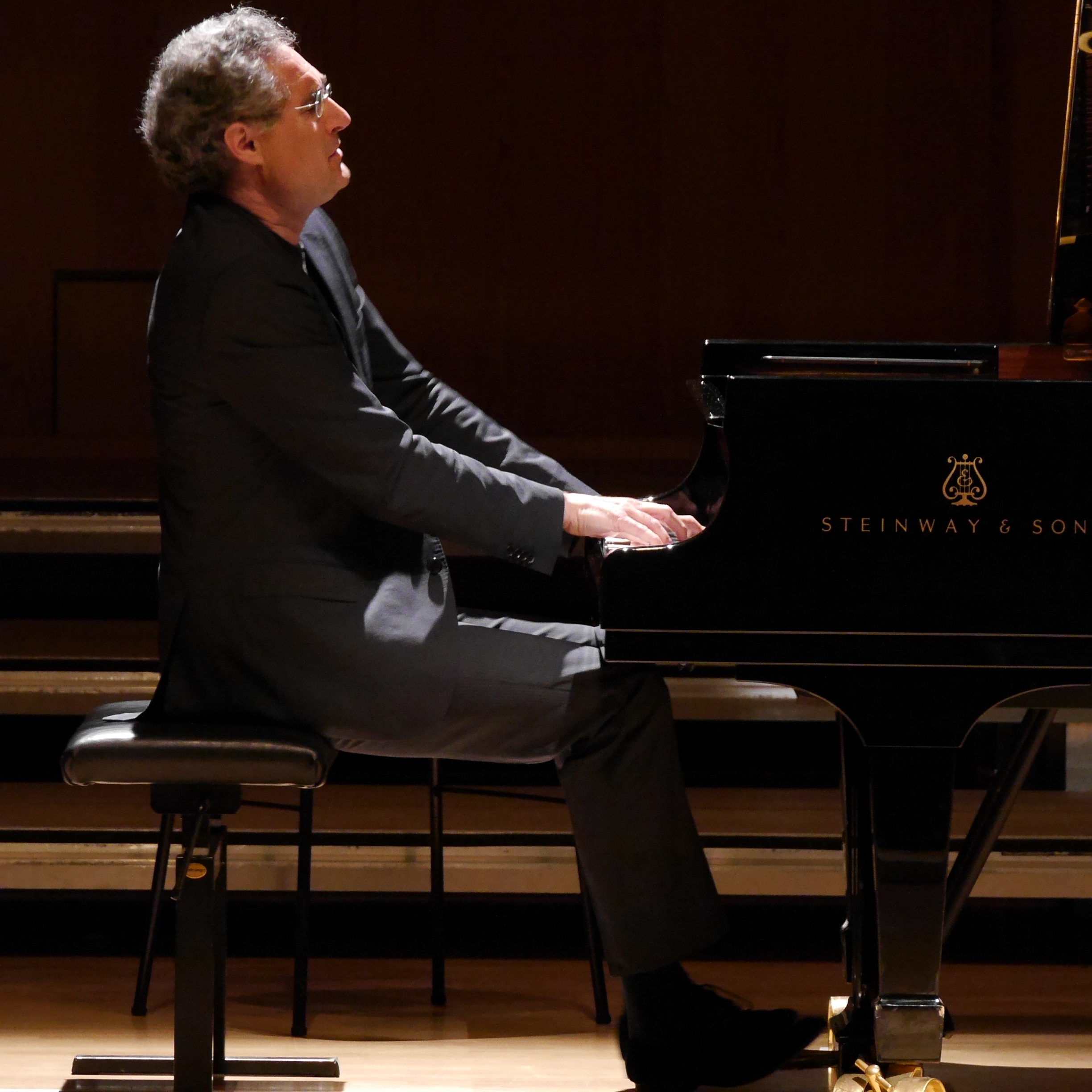
Matthias Kirschnereit (2015)

Matthias Kirschnereit (* 1962 in Dorsten) ist ein deutscher Pianist.

## Leben
Matthias Kirschnereit wuchs in Namibia auf und studierte später an der Hochschule für Musik Detmold bei Renate Kretschmar-Fischer. Er war Preisträger namhafter Wettbewerbe im In- und Ausland wie des Deutschen Musikwettbewerbs in Bonn, des Concours Géza Anda in Zürich sowie des Internationalen Australischen Klavierwettbewerbs in Sydney. 1989 erhielt er den Förderpreis des Landes Nordrhein-Westfalen.
Zu den Ensembles, mit denen Kirschnereit konzertiert, zählen das Tonhalle-Orchester Zürich, das Radio-Sinfonieorchester Stuttgart oder die Festival Strings Lucerne.
1997 erhielt Kirschnereit, der in Hamburg lebt, eine Professur an der Hochschule für Musik und Theater in Rostock.
Mit dem Interpreten Kirschnereit liegen mehr als 20 CD-Einspielungen vor, darunter eine zwischen 1999 und 2006 erfolgte Gesamtaufnahme sämtlicher Klavierkonzerte Mozarts mit den Bamberger Symphonikern beim Label ARTE NOVA/Sony BMG. Für die Welt-Ersteinspielung des rekonstruierten Klavierkonzerts in e-Moll von Felix Mendelssohn Bartholdy zusammen mit der Robert-Schumann-Philharmonie Chemnitz unter der Leitung von Frank Beermann erhielt Kirschnereit 2009 den ECHO Klassik.
Seit 2012 ist Kirschnereit künstlerischer Leiter der Gezeitenkonzerte in Ostfriesland. Seit Januar 2021 ist er Präsident der Johannes-Brahms-Gesellschaft Hamburg.